# Ariol
 (juin 2020).
Ariol est une bande dessinée créée par Marc Boutavant (dessins) et Emmanuel Guibert (scénario) en 1999, éditée par Bayard presse originellement dans le magazine J'aime lire puis en albums séparés. Elle évoque la vie quotidienne du héros éponyme, le petit âne bleu Ariol, et de son entourage proche.

## Origine du nom
Le nom du héros est inventé par Emmanuel Guibert, qu'une amie d'origine kabyle avait appelé quand le scénariste cherchait encore un nom pour son héros tout neuf. Elle souffle à ce dernier le nom d'Ariol, qui est la simple traduction du mot âne en berbère (arioul [æʁjʊːl]).

## Synopsis
La série met en scène Ariol, un petit âne bleu : sa vie quotidienne d'écolier, son meilleur copain, le petit cochon Ramono, ses amours (Pétula, jolie petite vache ayant des taches de rousseur), ses collections (comme l'album ou les cartes à collectionner du Chevalier Cheval), ses vacances chez ses grands-parents (Papi Atole et Mami Annette). Ariol s'identifie à un seul personnage de fiction, le « chevalier Cheval », héros de bande dessinée et d'un dessin animé dont les épisodes sont diffusés sur Canaltoon tous les jours de la semaine sauf le week-end (l'ensemble des épisodes de la semaine étant rediffusés le dimanche). Les aventures de son héros préféré sont l'œuvre des auteurs fictifs Guibole et Bouboute.

## Historique
Créée en 1999, la série paraît en alternance avec Tom-Tom et Nana et Fripouille et Malicette dans le magazine de lecture jeunesse J'aime lire ainsi que dans quelques hors-séries de ce même journal (comme les J'aime la BD). Le succès d'Ariol conduit Bayard à rééditer ses aventures en petit album de poche (2002) puis en album cartonné (2005).

## Analyse

### Écriture
Depuis 1999, année de création d'Ariol, il est décidé qu'une seule année sera contée, celle durant laquelle Ariol est en CM1. Le scénariste fait ce choix en considérant qu'une année de 365 jours de 24 heures, c'est autant de possibilités de développement différentes, tout en ne s'interdisant pas à l'avenir de faire éventuellement grandir Ariol, ou au contraire raconter ses années de nourrisson.
Le scénario vise à ce qu'Ariol puisse plaire à tous les membres d'une même famille (tel Tintin dont la devise « Le journal des jeunes de 7 à 77 ans » demeure célèbre). Toutes les générations y sont donc représentées (des grands-parents à la génération d'Ariol), on trouve même des cases dépourvues totalement d'enfants, ce qui est aussi un choix de l'auteur pour pallier le fait que certaines BD dites enfantines mettent en scène un « monde d'enfants ».
Les aventures d'Ariol sont principalement inspirées de la propre vie, des propres souvenirs du scénariste, Emmanuel Guibert (qui dit d'ailleurs souvent : « Ariol, c'est moi ! »), ainsi que de « sa famille, ses amis, son école, son quartier », tout en s'inspirant aussi d'éléments plus modernes (iPod, téléphone portable, etc.), plus proches du lectorat ciblé, aidé dans ce travail de modernisation par sa propre fille. Mais ce qu'aime principalement l'auteur, c'est s'appuyer sur de tout petits détails de la vie (par exemple dix pages sur Ariol qui s'écorche le genou), ce qui peut être considéré comme un défi qu'il se fait à lui-même, et qui répond surtout au choix des deux auteurs de ne pas simplement promener Ariol d'épisode en épisode pour simplement traiter une multitude de sujets (sans véritable psychologie) mais de vraiment mettre en avant les sentiments, la réflexion (« de la tête et du cœur » rajoute le scénariste), le ressenti. Ces petits faits ont alors une grande résonance chez l'hypersensible Ariol et forgent sa personnalité.

### Dessins
Pour parfaire ce point de vue, on remarque l'utilisation de plans fixes moyens, ou de plans de demi-ensemble, comportant une faible profondeur de champ et de lents travellings latéraux. Selon Jessie Bi, du site spécialisé du9 : « Le dessin de Boutavant est un petit chef-d’œuvre d’équilibre fragile qui laisse pantois de dextérité et de justesse, retranscrivant à merveille le bonheur de vivre au quotidien, en famille, entre amis, au présent dans cette précarité jamais absente car nécessaire et rétrospectivement toujours évidente. Boutavant, dans ses plus grands moments, rend littéralement tangible cette sensation. »

## Titres des albums

### Première édition
La première série est publiée chez Bayard Poche  puis chez Bayard BD, entre 2002 et 2006.
- 2002 : 1. Debout !, Bayard Poche  (ISBN 2-7470-0349-3)
- 2002 : 2. Jeux idiots, Bayard Poche  (ISBN 2-7470-0515-1)
- 2003 : 3. Bête comme un âne, sale comme un cochon, Bayard Poche  (ISBN 2-7470-0758-8)
- 2003 : 4. Le vaccin à réaction, Bayard Poche  (ISBN 2-7470-0950-5)
- 2004 : 5. Karaté, Bayard BD  (ISBN 2-7470-1273-5)
- 2006 : 6. Oh ! La mer !, Bayard BD  (ISBN 2-7470-2009-6)

### Deuxième édition
La deuxième série est publiée chez Bayard BD puis chez BD Kids, à partir de 2007.
- 2007 : 1. Un petit âne comme vous et moi, Bayard BD  (ISBN 978-2-7470-2440-2)
- 2007 : 2. Le chevalier Cheval, Bayard BD  (ISBN 978-2-7470-2446-4)
- 2007 : 3. Copain comme cochon, Bayard BD  (ISBN 978-2-7470-2241-5)
- 2008 : 4. Une jolie vache, Bayard BD  (ISBN 978-2-7470-2621-5)
- 2009 : 5. Bisbille fait mouche, Bayard BD  (ISBN 978-2-7470-2905-6)
- 2011 : 6. Chat méchant, BD Kids  (ISBN 978-2-7470-3069-4)
- 2012 : 7. Le maître chien, BD Kids  (ISBN 978-2-7470-3907-9)
- 2013 : 8. Les trois baudets, BD Kids  (ISBN 978-2-7470-4462-2)
- 2014 : 9. Les dents du lapin, BD Kids  (ISBN 978-2-7470-4959-7)
- 2015 : 10. Les petits rats de l'opéra, BD Kids  (ISBN 978-2-7470-5299-3)
- 2016 : 11. La fête à la grenouille, BD Kids  (ISBN 978-2-7470-5937-4)
- 2017 : 12. Le coq sportif, BD Kids  (ISBN 978-2-7470-7253-3)
- 2017 : 13. Le canard calé, BD Kids  (ISBN 978-2-7470-8601-1)
- 2018 : 14. Ce nigaud d'agneau, BD Kids  (ISBN 979-10-36303-38-8)
- 2019 : 15. Touche pas à mon veau, BD Kids  (ISBN 979-10-36312-74-8)
- 2020 : 16. Naphtaline nous dit toutou, BD Kids  (ISBN 979-10-36323-71-3)
- 2021 : 17. La chouette classe verte, BD Kids  (ISBN 979-10-36328-88-6)
- 2022 : 18. Vieux sac à puces, BD Kids  (ISBN 979-10-363-5000-9)
- 2023 : 19. Ariol chante comme un rossignol, BD Kids  (ISBN 979-10-363-5888-3)
- 2024 : 20. Le cheval à bascule, Bayard Jeunesse  (ISBN 979-10-363-7812-6)

### Hors série
Certains albums, présentant des histoires complètes, sont publiés hors série :
- 2013 : Où est Pétula ?, BD Kids  (ISBN 978-2-7470-4490-5)
- 2020 : Ramono, ton tonton fait du bio !, BD Kids  (ISBN 978-2-7470-3246-9)

Il existe également un album de jeux publié en 2014  (ISBN 978-2-7470-5108-8).

## Adaptation en série télévisée d'animation
Ariol est adapté en une série d'animation produite par Folimage en collaboration avec la société de production canadienne Divertissement Subséquence et réalisée par Émilie Sengelin et Amandine Fredon. Les 78 épisodes de la première saison sont diffusés à partir du 16 novembre 2009 sur TF1 dans l'émission Tfou et Canal+ Family de 2017 à 2019. La deuxième saison est diffusée sur Piwi+ le 4 septembre 2017.

## Personnages

### Personnages principaux
- Ariol Picotin : âne bleu à grosses lunettes, héros de la série, ami de Ramono, amoureux de Pétula et ennemi de Tiburge. Il a 9 ans et demi, puis 10 ans depuis le tome 13.
- Le père d'Ariol, Avoine Picotin (surnommé Voinou par sa femme) : âne, 39 ans, travaille beaucoup, exerce le métier de comptable dans une grande entreprise, conduit une Renault 16. Il peut être parfois droit et sévère avec Ariol seulement pour son bien.
- La mère d'Ariol, Mule Picotin, 34 ans (Mule Boronali son nom original) (surnommée Mumule par son mari) : ânesse, est douce avec Ariol. On apprend dans le tome 18 qu'elle exerce le métier d'avocate.
- Ramono Lévèque : porcelet, meilleur ami d'Ariol bien qu'ayant un style de vie très opposé, très sale et un peu malpoli, n'aimant ni sa mère, ni Porcine sa grande sœur. Il est dernier de la classe et il se moque de tout le monde comme Bisbille ou encore Pétula, avec qui il ne s'entend pas du tout. Ramono vit avec sa sœur et sa mère. Ils représentent une famille modeste de classe moyenne dont la sœur a de multiples relations, essayant d'être toujours à la mode avec une mère très peu ordonnée ayant bâclé l'éducation de ses enfants. À trois lors de disputes par rapport aux programmes télé, ils n'hésitent pas à employer des injures. La maison de Ramono est très négligée, pleine de saletés et très désordonnée. Dans leur jardin il y a plein de feuilles mortes et les poubelles sont entassées dans un coin.
- Monsieur Le Blount (Frolic Le Blount) : grand épagneul[11], instituteur d'Ariol, aux méthodes en général appréciées par ce dernier.
- Pétula Mâchicoulis : jolie vachette dont Ariol est follement amoureux. Manipulatrice, prétentieuse, désagréable, hautaine, hypocrite et détestable, elle se donne de grands airs, se croit supérieure aux autres et agit fréquemment avec méchanceté et mépris envers les autres.
- Naphtaline : chienne, meilleure amie de Pétula avec qui elle est presque tout le temps. Elle n'aime ni Ariol, ni Ramono.
- Bisbille Cantharide : mouchette, amoureuse d'Ariol, excellente élève qui n'hésite pas à lui souffler les réponses en cours. Elle pleurniche à la moindre contrariété. Son papa et ophtalmologue et Ariol est un de ses patients.
- Le Chevalier Cheval : super-cheval, héros d'Ariol dont il ne rate aucun des épisodes à la télé et lit toutes les bandes dessinées.
- Tiburge : chaton, se moque de tout le monde tout le temps, bon footballeur. Il est en quelque sorte le rival d'Ariol. Ils ne s'entendent jamais.
- Bitonio : lapin sportif, n'arrive pas à prononcer le son « s » ni le son « j », respectivement remplacés par « f » et « z ». C'est un bon copain de Tiburge à qui il peut faire confiance.
- Batégaille : cheval, mou, dort tout le temps, et paresseux (tout le contraire du Chevalier Cheval) n'ayant pas de télé sauf dans le box de sa ferme équestre d'été.

### Personnages secondaires
- Madame Signorel : Voisine d'Ariol.
- Tonton Pétro (Pétro Boronali) : Frère de Mule, joue beaucoup avec Ariol, est un peu fou. Il est gentil et bienveillant. Il n'est pas apprécié par Avoine, le trouvant lourd.
- Mamie Asine (Asine Boronali) : Grand-mère d'Ariol et mère de Mule et de tonton Pétro. Elle vit dans un appartement. Partage des moments sympas avec Ariol, l'emmène au cinéma avec son copain Ramono. Elle gâte beaucoup Ariol. Elle semble avoir une mémoire défectueuse.
- Marie-Croupe : c'est la fille aînée de mamie Asine et la grande sœur de Mule et de Pétro. Elle apparaît dans le tome 9 lors de la galette des rois.
- Bobdi : mari de Marie-Croupe, il aime bien Ariol et aussi lui poser des questions sur ses études. Son nom est un jeu de mots avec le chanteur Bob Dylan (Bobdi l'âne)
- Chatouille : cousine germaine d'Ariol, elle a 15 ans, elle aime écouter de la musique sur son Hippode, elle se dispute beaucoup avec son frère.
- Encolure : cousin germain d'Ariol, il a 18 ans, il est accro à son Hippade, il se dispute avec sa sœur Chatouille.
- Dix-Huit : Chien des grands-parents paternels d'Ariol.
- Hô tsu et Han tsou : Ils sont jumeaux et aiment les jeux vidéo. Ariol les rencontre lors d'une séance de dédicaces des auteurs du Chevalier Cheval.
- Docteur Cantharide : Mouche, papa de Bisbille, ophtalmologue.
- Docteur Toubib : Docteur chez qui Ariol se rend pour un vaccin.
- Monsieur Brichard : Directeur de l'école d'Ariol et Ramono.
- Monsieur Vilquin : Lapin, voisin d'Ariol. Il n'est d'ailleurs pas très apprécié de ce dernier.
- Monsieur Racquamerle
- Madame Pompadour : Lapine, boulangère.
- Madame Latifa : Infirmière de l'école d'Ariol.
- Monsieur Pipolini : Chien, ami de Monsieur Bégossian.
- Monsieur Mus
- Monsieur Fatak katal
- Pancrace Mâchicoulis : Taureau énorme et impressionnant, le père de Pétula
- Waring : Le frère de Pétula.
- Monsieur Chouillon : singe, professeur. Il prendra en charge la deuxième moitié de la classe de monsieur Le Blount pendant l'absence de ce dernier.
- Madame Pépoute : poule, professeur. Elle prendra en charge la première moitié de la classe de monsieur Le Blount pendant l'absence de ce dernier.
- Courbouille : Le concierge de la piscine municipale, où ont lieu les cours de natation de monsieur Ribéra.
- Morodan : Moustique, ennemi du Chevalier Cheval.
- Olida Lévèque : La mère de Ramono.
- Madame Bourgne : Retraitée, personne dont le porte monnaie a été rapporté par Ariol.
- Campidolia (Campi) : Amoureurse de Pétro
- Princesse Pouliche : Prisonnière dans la tour de Morodan.
- Madame Aubry : Chèvre, voisine et baby-sitter d'Ariol. Elle raffole des carottes à la crème.
- Monsieur Ribéra : Coq, professeur de sport dans la classe d'Ariol, il a un tic de langage : il dit souvent « effectivement ».
- Monsieur Bégossian : Âne, vendeur de BD, magazines, albums (de collections...) et revues... Après s'être cassé une jambe, le magasin fermera temporairement mais rouvrira dans les mois qui suivent.
- Steven McFire : Joueur de tennis. Ariol le mentionne dans le tome 1, dans "La balle de match" en l'appelant Stiveune Makfailleure. Il est numéro 1 mondial.
- Monsieur Gourde : Hibou, jardinier doté d'un humour décalé, aime les expressions ou les blagues comme « Il faut faire attention car lorsqu'on plante un arbre, faut pas se planter ! ».
- Madame Pamplouche : Oie, froussarde.
- Anicet Lévèque : Le père de Ramono.
- Guibole : Illustrateur du Chevalier Cheval. Son nom est une référence à Emmanuel Guibert, auteur d'Ariol.
- Tomette Sapolin : Chouette, habite dans la même ville que les grands-parents d'Ariol (St-Ampoire). C'est une amie de mamie Annette.
- Monsieur Sapolin : Hibou, mari de madame Sapolin, pratique la peinture, est en fauteuil roulant.
- Madame Proux : Oisonne, dont la grand mère d'Ariol a été maladroite au cimetière avec un arrosoir et qui a arrosé le panier de madame Proux, laquelle était très fâchée. Leurs défunts maris s'appréciaient beaucoup.
- Mortille Mâchicoulis : La mère de Pétula.
- Mère de Naphtaline
- Azor : Le petit frère de Naphtaline
- Didi : Laie, nouvelle femme d'Anicet et belle-mère de Ramono.
- Stronzy : Chanteuse que Porcine, Pétula et Naphtaline apprécient beaucoup.
- Papi Atole (Atole Picotin) : Père d'Avoine et grand-père d'Ariol, un peu sourd. Il habite dans la ville de Saint-Ampoire, conduit une Renault 4.
- Mamie Annette (Annette Picotin) : Mère d'Avoine et grand-mère d'Ariol, sourde aussi mais gentille. Elle vit également à Saint-Ampoire.
- Porcine : Grande sœur de Ramono. Elle déteste son petit-frère.
- Lahure : Marcassin, demi-petit frère du côté du père de Ramono et Porcine, fils de Didi.
- Jopi : Cannetonne dans le quartier d'Ariol et appréciant les tags et le skate. C'est d'ailleurs son père qui est chargé de les nettoyer : il est le concierge de l'immeuble ou vit Ariol.
- Bouboute : Scénariste du Chevalier Cheval. Son nom est une référence à Marc Boutavant, illustrateur d'Ariol.
- Malengouche Verdier : Crapaud, dans un épisode, Ariol le bouscule car il a couru dans un trottoir a toute vitesse et fait tomber ses légumes, avant de ramasser sa carte d'identité. On ne connaît son nom que dans le dessin animé.
- Monsieur Deschamps : Rat, dentiste.
- Pharamousse : Agneau peureux, hypocondriaque et ayant souvent des mots d'excuses destinés à monsieur Ribéra.
- Kwax : Canneton, ami d'Ariol, grand amateur de musique (il est très souvent représenté avec un casque audio avec MP3 ou un instrument de musique) et dont le père joue de la contrebasse dans un orchestre. Il joue du piano et de la flûte à bec.
- Brouhaha : Chiot, très moqueur et ami de Tiburge.
- Patouche : Oison, farceur.
- Vanesse : Grenouillette, intelligente. Elle a des origines asiatiques, précisément du Koumkouat (pays fictif).
- Silhouette : Cormoran, amie avec Matroune.
- Matroune : Albatros, amie avec Silhouette.
- Fofifon : Biquet, embêtant, ami de Tiburge ayant un strabisme.
- Pouyastruc : Veau, sympa et qui s'habille un peu comme un marin. Il est souvent avec Pétula et Naphtaline.
- Crouline : Truie, timide, qui ne court pas vite et apprécie Ariol. Dans un épisode, on apprend qu'elle est amoureuse de Ramono.
- Père Mathus : Hippopotame, voisin d'Ariol, habite au premier étage de l'immeuble d'Ariol.
- Lafiton : Lapin, coureur du Tour de France (et souvent maillot jaune) que suivent Atole et Ariol.
- Monsieur Balbuzard : Directeur de l'entreprise dans laquelle Avoine travaille (Cocagem). Ce dernier ne l'apprécie guère.
- Monsieur Volpi : Ane, Coiffeur d'Ariol et de son père.
- Coridor Danzic : Corbeau croate, joueur de tennis et n°5 mondial.
- Nounou : Ami de Pétro. Il n'apparaît dans aucune histoire, mais est souvent mentionné par Pétro, notamment lorsqu'il prête un véhicule à celui-ci.

## Prix et distinctions
- 2019 :  Prix Micheluzzi jeunes lecteurs[12] pour Ariol t. 1-2
- 2020 :  « Mention » au Prix BolognaRagazzi, catégorie Comics - Early Reader[13], Foire du livre de jeunesse de Bologne  pour Ariol, tome 15 : Touche pas à mon veau